# Mouma Bob
Mouma Bob, de son vrai nom Mohamed Ahar, est un musicien guitariste touareg, fondateur du groupe de blues touareg nigérien, Imawalanes.

## Biographie
Il est né en 1963, près d'In-Gall, dans la région d'Agadez, au nord du Niger. 
Il apprend à jouer de la guitare avec Abdallah ag Oumbadougou, au sein du groupe Takrist n'Akal.
Mouma fait partie de ces artistes touaregs qui ont rejoint la rébellion touarègue des années 1990 et qui ont utilisé leur talent pour la cause touarègue.
Il a ainsi composé 11 morceaux de 1992 à 1993 et donné de nombreux concerts au Niger, en Libye et en Algérie. L'argent récolté grâce à la musique était envoyée au front.
Son surnom lui vient de la coupe de cheveux qu'il portait à l'époque longs et tressés.
Après la rébellion, Mouma forme son propre groupe, Imawalanes connu dans tout le Niger et qui est composé de 13 musiciens  et danseurs peuls et touaregs.
Ses chansons ont désormais pour thème, l'appel à la paix, à la solidarité.
Il meurt le 11 juin 2016 à Ouagadougou à la suite d'une courte maladie.